# Reverze
Reverze est un événement musical organisé en Belgique, fondé en 2006 par l'organisateur événementiel Bass Events. Orienté EDM — et plus particulièrement hardstyle, jumpstyle, gabber, et tek — il se déroule chaque année au Palais des sports d'Anvers, et accueille quelques dizaines de milliers de visiteurs ; l'édition 2011 accueillait par exemple un nombre maximum de 15 000 visiteurs. L'événement est également spécialisé dans les produits dérivés qui incluent compilations et magazines, notamment.

## Histoire
Reverze est lancé en 2006 par Bass Events. La première édition, devenue un succès, est organisée le 21 janvier 2006 au Palais des sports d'Anvers. La première compilation, Reverze - The Compilation, est lancée la même année.
L'édition 2008 est organisée le 23 février 2008 ; le mixset des PlayBoyz et de D-Block & S-te-Fan est publié en compilation sous le titre Reverze 2008 - The Compilation accueilli par le site Partyflock avec une note de 83 sur 100. En 2011, le mixset de l'édition Call of the Visionary, mixée par Psyko Punkz et Dr. Phunk, est publié et bien accueilli par le site Partyflock avec une note de 80 sur 100. La compilation Hardstyle The Ultimate Collection 2011 vol. 2 présente l'hymne 2011 de Reverze.
L'édition 2015, Illumination, est organisée le 28 février 2015.
En 2024, Reverze fête ses 20 ans, pour l'occasion, le festival passe à un format sur deux jours, les 1er et 2 mars. Le festival se déroule le premier soir au palais des sports, puis le second à la Lotto Arena.

## Hymnes
Chaque année, un artiste compose un hymne qui servira de thème musical pour l'édition.
| Année | Artiste - Titre                                                  |
| ----- | ---------------------------------------------------------------- |
| 2006  | Coone - Infected                                                 |
| 2007  | Coone - The Chosen One                                           |
| 2008  | DJ Dark-E (nl) - Gods and symbols                                |
| 2009  | DJ Coone feat. D-Block & S-te-Fan - Creation of Life             |
| 2010  | Brennan Heart - Revelations                                      |
| 2011  | Frontliner - Call of the Visionary                               |
| 2012  | Psyko Punkz - Beyond Belief                                      |
| 2013  | Ran-D - Dimensions                                               |
| 2014  | Audiofreq - Guardians of Time                                    |
| 2015  | Brennan Heart - Illumination (10th Anniversary edition)          |
| 2016  | Coone - Deception                                                |
| 2017  | Hard Driver - Interconnected                                     |
| 2018  | Da Tweekaz - Essence of Eternity                                 |
| 2019  | Keltek - Edge of Existence                                       |
| 2020  | The Elite (Coone, Da Tweekaz, Hard Driver) - Power Of Perception |
| 2021  | Refuzion - Wake of the Warrior                                   |
| 2022  | Brennan Heart - Time Will Tell                                   |
| 2023  | Sound Rush - Synergy                                             |
| 2024  | Sub Zero Project - Maze Of Memories                              |
| 2025  | Rebelion - Chain Reaction                                        |

## Programmations

### 2006
| Sportpaleis                                                                                          | Lotto Arena | Hospitallity Center (VIP)                                                                                   |
| --- | --- | --- |
| Marcel Woods, DJ Dark-E, DJ Ghost, Coone, Ruthless, DJ Greg C, Showtek, Deepack, Darkraver, Outblast | DJ Lethal MG, Chicago Zone, DJ Seb B, DJ Marcky, DJ Furax, DJ Q-ic, D-Feat, DJ Massiv, DJ The Rebel, Lobotomy Inc., Major Bryce, Tranceball, DJ Franky, Jones, Bountyhunter | The Playboyz, G-Tonix, Robbie Magura, DJ Tony, DJ Francois, Bad Boyz, Isaac, DJ Genius, DJ Yves, DJ Kristof |
| Organisé par MC Chucky                                                                               | | |

### 2007
| Sportpaleis | Lotto Arena | Hospitallity Center (VIP), |
| --- | --- | --- |
| Francois, Massiv vs. The Rebel, Dark-E vs. D-Feat, Greg C Live, Ronald V vs. E-Max, Coone, Q-IC, Ruthless, The Prophet, Technoboy, Promo | Stone, Lethal MG, Binum, The Playboyz vs. Tek Soldierz, Marcky vs. Pat B, DJ Mystery, Bad Boyz vs. Genius, Lobotomy Inc. vs. Chicago Zone, Dr. Rude, Deepack, Headhunterz | Franky Jones, DJ Ghost, Da Boy Tommy & Da Rick, Poogie Bear vs. DJ Tronic, DJ Rob & MC Joe, Vince, Darkraver, Paul Elstak, DJ Yves vs. Kristof |
| Organisé par MC Chucky | | |

### 2008
| Sportpaleis | Lotto Arena | Hospitallity Center (VIP) |
| --- | --- | --- |
| Francois, Playboyz vs. Tek Soldierz, Q-IC, DJ Ghost, Binum vs. Ronald V, Dark-E, Chicago Zone, Coone vs. Ruthless, D-Block & S-te-Fan, Deepack, Donkey Rollers, Tatanka, Darkraver vs. Vince | Mark with a K, Dr. Rude vs. E-Max, Lobotomy Inc. vs. Greg C, Noise Provider vs. Manu Kenton, Lethal MG, Noisecontrollers, Headhunterz, Brennan Heart, Zatox vs. Activator, Korsakoff, DJ Panic vs. Evil Activities, Promo | Jones vs. Sjoekoe, DJ Gave, Elektrostan, Samuel Sanders, Karl F, DJ Dess, Scope DJ, Wildstylez, Frontliner aka Abject, Vicious D & Larsson |
| Organisé par MC Villain | Organisé par MC Renegade & MC Syco | Organisé par MC Lunatick |

### 2009
| Main Room | VIP Room |
| --- | --- |
| Dark-E, Gave Live, Q-IC vs. Lethal MG, Unknown Species, Coone, D-Block & S-te-Fan, Stephy vs. Activator, Headhunterz vs. Wildstylez, Noisecontrollers, Playboyz vs. Dr. Rude, Deepack, Korsakoff, Angerfist | Jones vs. Sjoekoe, Demoniak, Qatja S, Greg C vs. E-Max, Fenix, Mystery vs. Instigator, Josh & Wesz, Scope DJ, Isaac, Psyko Punkz, Vicious D & Larsson, Art of Fighters vs. The Stunned Guys, Vince vs. The Viper |
| Organisé par MC Villain | Organisé par MC Linez et MC Apster |

### 2010
| Main Room | VIP Room |
| --- | --- |
| Jones vs. Sjoekoe, Q-ic Live, Mark with a K, Demoniak, Fenix, Psyko Punkz, D-Block & S-te-Fan, Showtek, Brennan Heart, Dr. Rude vs. Ruthless, Coone vs. Deepack, Zany, Endymion, Tommyknocker vs. Noize Suppressor | Dr. Phunk, Bestien, Nicolas Clays, Davoodi, Playboyz vs. Dark-E, Transfarmers, Josh & Wesz, A-lusion, B-Front vs. Ran-D, Crypsis, AVIO, DJ D, Partyraiser |

### 2011
| Sportpaleis | Lotto Arena |
| --- | --- |
| Bestien, D-Block & S-te-Fan, Davoodi, Demoniak, Dr. Rude, Dr. Phunk, Jones, Lethal MG, Partyraiser, Psyko Punkz, Q-ic, Royal S, Ruthless, Zatox, Ambassador Inc, Evil Activities, Frontliner, Mark with a K, Noisecontrollers | Abyss & Judge, Alpha², Amnesys, B-Front, Bioweapon, Coone, Da Tweekaz, Endymion, Isaac, Korsakoff, Nosferatu, Outblast, Ran-D, Stephanie, The Stunned Guys, The Vision, Wildstylez, Second Identity |
| Organisé par MC Chucky et MC Villain | Organisé par MC Da Syndrome |

### 2012
| Sportpaleis | Lotto Arena |
| --- | --- |
| Gave, Dr. Phunk, Demoniak, Lords of Tek, Transfarmers, Da Tweekaz, Coone, Headhunterz, Psyko Punkz, Zatox, Reverze Flashback, Wildstylez, B-Front, Art of Fighters, Neophyte vs. The Viper | In-Phase, Wasted Penguinz, The Pitcher vs Slim Shore, Brennan Heart, Toneshifterz Live, Audiofreq, Frontliner, Code Black, Hard Driver Live, Alpha², Gunz for Hire, Korsakoff, Endymion vs. Evil Activities, DJ Mad Dog |
| Organisé par MC Villain and MC Chucky | Organisé par MC DV8 |

### 2013
| Sportpaleis | Lotto Arena |
| --- | --- |
| Noisecontrollers, Coone, Frontliner, Brennan Heart, Psyko Punkz, D-Block & S-te-Fan, Ran-D, Isaac, Mark with a K, Crypsis, Korsakoff, Da Tweekaz, Darkraver, Hard Driver Live, Ruthless, Reverze Flashback, Dr. Rude | Adaro, Angerfist, B-Front, Code Black, Frequencerz, Noize Suppressor, Audiofreq, Endymion, Radical Redemption, Deepack, Josh & Wesz, Davoodi, Phuture Noize, Bestien, Demon Phunk, Def Toys, Akyra, Qrank |
| Organisé par MC Villain | Organisé par MC Chucky and MC DV8 |

### 2014
| Sportpaleis | Lotto Arena |
| --- | --- |
| Headhunterz, Coone, Frontliner, Zatox, Angerfist, Audiofreq, Da Tweekaz, Hard Driver, Psyko Punkz, Frequencerz, Outlander, Neilio, Dark-E, Reverze Flashback | Mark with a K, Adaro (remplacé par B-Front à cause de problèmes de santé), Radical Redemption, DJ Mad Dog, Wasted Penguinz, Davoodi, Art of Fighters, Digital Punk, Bestien, Atmozfears, Phuture Noize, Outbreak, Demoniak, Akyra |
| Organisé par MC Villain | Organisé par MC Chucky |

### 2015
| Sportpaleis | Lotto Arena |
| --- | --- |
| Dr. Rude, Wasted Penguinz, Mark with a K, Technoboy, Tuneboy, Da Tweekaz, Brennan Heart, Zatox, Psyko Punkz, Dark-E, Ruthless, MC Chucky, Hard Driver, Radical Redemption, Noize Suppressor, MC Villain | Noize Junky Showcase, Lowriderz, Phuture Noize, The Vision, Deepack, Adaro, Frequencerz, Titan, Digital Punk, E-Force, Endymion, Art of Fighters, MC Da Syndrome |
| Organisé par MC Villain | Organisé par MC Chucky |

### 2016
| Sportpaleis | Lotto Arena |
| --- | --- |
| Lowriderz, NSCLT, Mark with a K & Mc Chucky (live), Atmozfears, Code Black, Coone, Brennan Heart, Reverze Flashback by Pat B, Gunz For Hire (live), Hard Driver, B-Freqz (live), Angerfist, MC Villain | Unsenses, Cyber, Sephyx, Josh & Wesz, Psyko Punkz, Sub Zero Project (live), Deetox, Requiem vs. Titan, Act Of Rage vs. Sub Sonik, Radical Redemption (live), Warface, Miss K8, MC DL, MC DV8 |
| Organisé par MC Villain | Organisé par MC DL & MC DV8 |

### 2017
| Sportpaleis | Lotto Arena |
| --- | --- |
| Cyber, Audiotricz, Sephyx, Mark With A K & Mc Chucky (live), Da Tweekaz, Coone, Psyko Punkz, Hard Driver (live), Zatox, Reverze Flashback by Dark-E Pat B & Dr Rude, Frequencerz, Sub Zero Project (live), Minus Militia (live), Miss K8, MC Villain | Refuzion, Unsenses, Lowriderz, Wasted Penguinz, Mandy, NSCLT, D-Sturb, Adaro, Public Enemies, Sub Sonik (live), War Force (live), Delete, Korsakoff, Destructive Tendencies, MC DL |
| Organisé par MC Villain | Organisé par MC DL |

### 2018
| Sportpaleis | Lotto Arena |
| --- | --- |
| Unsenses, Sound Rush, Code Black, Mark With A K & Mc Chucky Mass Histeria, Coone, Da Tweekaz, D-Block & S-te-Fan, Zatox, Reverze Flashback by Pat B & Ruthless, Brennan Heart, Public Enemies (live), Ran-D, Rebelion feat. Mc Livid (live), Paul Elstak vs. The Viper, MC Villain | Ecstatic, Mandy vs. Lowriderz, Keltek, Devin Wild, Crisis Era, Clockartz, Frequencerz Stealth Mode, Requiem, Sub Zero Project The XPRMNT (live), Digital Punk, B-Front, Deetox, Adaro, The Sickest Squad, MC DL |
| Organisé par MC Villain | Organisé par MC DL |

### 2019
| Sportpaleis | Lotto Arena |
| --- | --- |
| Refuzion, Sound Rush, Sephyx vs. Devin Wild, D-Block & S-te-Fan Ghost Stories (live), Headhunterz, Keltek (live), Coone & Brennan Heart, Tweekacore, Mark With A K & Warface, Reverze Flashback by Pat B & Dark-E, Phuture Noize Black Mirror Society (live), Gunz For Hire (live), D-Sturb Level 03 - The Breakthrough (live), Radical Redemption, Dr.Peacock vs. Sefa, MC Chucky, MC Villain | Lost Identity, Adrenalize, Mandy, JNXD, Hard Driver (live), Sub Zero Project, Rejecta, E-Force, Regain, Act Of Rage (live), Rebelion, Agressive Act (live), Miss K8, Deadly Guns, MC Dash, MC DL |
| Organisé par MC Villain & MC Chucky | Organisé par MC Dash & MC DL |

### 2020
| Sportpaleis | Lotto Arena |
| --- | --- |
| Refuzion, Mandy, Keltek vs Sound Rush, Psyko Punkz, Brennan Heart 15 Years Reverze Special, The Elite (Da Tweekaz, Coone, Hard Driver), D-Block & S-te-Fan, Sub Zero Project Rave Into Space (live), 15 years Reverze Flashback by Pat-B & Dark-E & Mark With A K & MC Chucky, Warface & D-Sturb Synchronised, Minus Militia The Code of Conduct (live), Sefa, Angerfist vs Mad Dog, MC Villain, MC Chucky | Demi Kanon, Jay Reeve vs Sephyx, JNXD, Devin Wild The_Innergame (live), Sub Sonik Kings never Die, B-Front (live), Act of Rage, Rejecta, Rebelion Overdose (live), Miss K8 vs. Anime, Dr. Peacock, GPF x Jizzy Cumikaze (live), D-Fence, MC Dash, MC DL |
| Organisé par MC Villain & MC Chucky | Organisé par MC Dash & MC DL |

### 2021
| Sportpaleis | Lotto Arena |
| --- | --- |
| Primeshock, Mandy, Mark With A K & MC Chucky (live), Sound Rush, D-Block & S-te-Fan, Refuzion (live), Da Tweekaz, Hard Driver, Chemistry (live), Sub Zero Project, Reverze Flashback by Pat-B, Ran-D, D-Sturb, Act of Rage & Rejecta RejectOfRage, Dr. Peacock, MC Vilain | Jay Reeve, Lowriderz, Audiotricz, JNXD, Aftershock, Phuture Noize, Devin Wild, Frequencerz, B-Front, Vertile Dimension, N-Vitral, Deadly Gunz, Paryraiser, MC DL |
| Organisé par MC Villain & MC Chucky | Organisé par MC DL |

### 2022
| Sportpaleis | Lotto Arena |
| --- | --- |
| Adrenalize, Psyko Punkz, Refuzion VS Mandy, TNT, Zatox: Unstopapable (live), Brennan Heart, The Elite (live) (Da Tweekaz, Coone, Hard Driver), Devin Wild: The innergame (live), Sub Zero Project: Renaissance of rave (live), Reverze flashback XL (Mark With A K, Ruthless, Dark-E, PAT B, Lethal MG & MC Chucky), Acto of Rage (live), Rebelion, Gunz for hire, Radical Redemption (live), SEFA: This is SEFA (live) | Ecstatic, Bassbrain, Atmozferas, Feltek, JNXD, Sub Sonik, Digital Punk, Sickmode, Vertile, E-Force VS Bloodlust, Killshot: Beastmode (live), Riot Shift presents Dystopia (live), DRS, Spitnoise |
| Organisé par MC Villain | Organisé par MC DL |

### 2023
| Sportpaleis | Lotto Arena |
| --- | --- |
| Primeshock, Audiotricz, Lowriderz, Mark With A K & MC Chucky (live), Coone: A new decade, Sound Rush, Da Tweekaz, D-Block & S-TE-FAN (live), Sub Zero Project: Psychodelic (live), Hard Driver: NRG Overload (live), Reverze flashback by PAT B, Vertile's Dimension, D-Sturb, Rooler, Warface, Partyraiser | Firelite, Galactixx, Refuzion, Keltex: The Compass, Devin Wild, JNXD x Tellem: Lose your sh#t (live), B-Front vs Phuture Noize, Thyron vs Aversion, Rejecta: The Chromium Key (live), Act of rage: Entourage (live), The Purge: Trippin' (live), Rebelion: Overdose presents The Second Dose, Unresolved: Red Blood (live), Cryex, Bloodlust: In Blood We Trust (live), Furyan vs DRS, Dimitri K |
| Organisé par MC Villain | Organisé par MC DA Syndrome |

### 2024
| Vendredi 1 mars | Vendredi 1 mars |
| Sportpaleis | Sportpaleis     |
| --- | --------------- |
| Act of Rage VS Aversion, Adrenalize, Angerfirst (live), Audiotricz & Ecstatic: Progressive Hardstyle, Brennan Heart, Coone, D-STURB VS Vertile: Best of Both, Lowriderz, Partyraiser VS Spitnoise, Ran-D: Untamed, Reverze flashback: Oirigins (special by DJ Ghost, Furax & Q-IC), Rooler, Sound Rush, Sub Zero Project, Warface: R.I.P. Rave from the grave (live) |                 |
| Organisé par MC Villain |                 |

| Samedi 2 mars | Samedi 2 mars |
| Sportpaleis | Lotto Arena |
| --- | --- |
| B-Front x Phuture Noize: The enlightenment, Da Tweekaz, Dr. Peacock, Dreamscape by The Purge & Adjuzt, Firelite, Hard Driver, JNXD x Tellem: Lose you sh#t, Mandy, Mark With A K & MC Chucky (live), Mutilator (live), Primeshock, Rebelion, Reverze flashback: 20 Years Revereze Special (PAT B, Dark-E, Ruthless & Lethal MG), SEFA, Sickmode, Sub Zero Project (live) | Barber, Bloodlust: The assassination (live), Boray, Cryex: Band of colors (live), Deadly Guns (live), Devin Wild, Dimitri K, Dual Damage, E-Force: Dark Reality, Fraw VS Anderex, Imperatorz: Impakt (live), Inpulsa, Jay Reeve: Reevolution (live), Psyko Punkz, Serzo, Thyron: Xtreme Xtasy (live) |
| Organisé par MC Villain | Organisé par MC Dl & MC LIVID |

### 2025
| Vendredi 14 février | Vendredi 14 février |
| Sportpaleis | Lotto Arena |
| --- | --- |
| Primeshock, Refuzion, Lowriderz, Mandy, Sound Ruhs vs Devin Wild, Sub Zero Project, Mish, Warface (live), D-Sturb, Reverze Flashback by Bark-E vs PAT B, Mutilator: Cage of Carnage (live), Unresolved VS Rejecta, Miss K8 | DEF Toys VS Playboz, Lethal MG vs Q-IC, DJ Isaac, Coone vs Da Tweekaz, Wildstylez vs Brennan Heart, Max Enforcer (live), Technoboy vs Tuneboy, Adaro vs Frequencerz, Korsakoff vs The Viper, Evil Activities vs Tha Playah |
| Organisé par MC Villain | Organisé par MC Da Syndrome |

| Samedi 15 février | Samedi 15 février |
| Sportpaleis | Lotto Arena |
| --- | --- |
| Jay Reeve, Bassbrain, TNT, Mark With A K & MC Chucky, Da Tweekaz, Brennan Heart, Rebelion, Rooler, Hard Driver, Reverze Flashback by Coone, Aversion (live), Dual Damage (live), Barbaric Records (live), Major Conspiracy | Cardination vs D-Venn, Voidax, Sanctuary vs Omnya, Hard Destiny vs Sparkz, Hard Destiny vs Sparkz, Deezl & So Juice: Cybergore, Toza (live), The Purge, Adjuzt vs Imperatorz, Krowdexx: We The Loudest, Bloodlust (live), The Straikerz, Rito Shift: Dystopia, Kruelty (live), Never Surrender, Satirized vs Noxiouz, Unicorn on K |
| Organisé par MC Villain | Organisé par MC Synergy |